# Federacja Pogańska

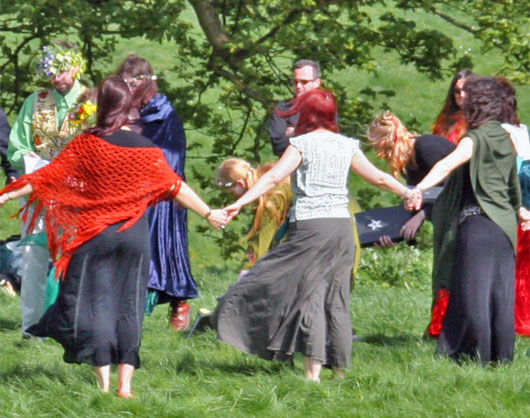
Współczesna pogańska ceremonia religijna w Avebury

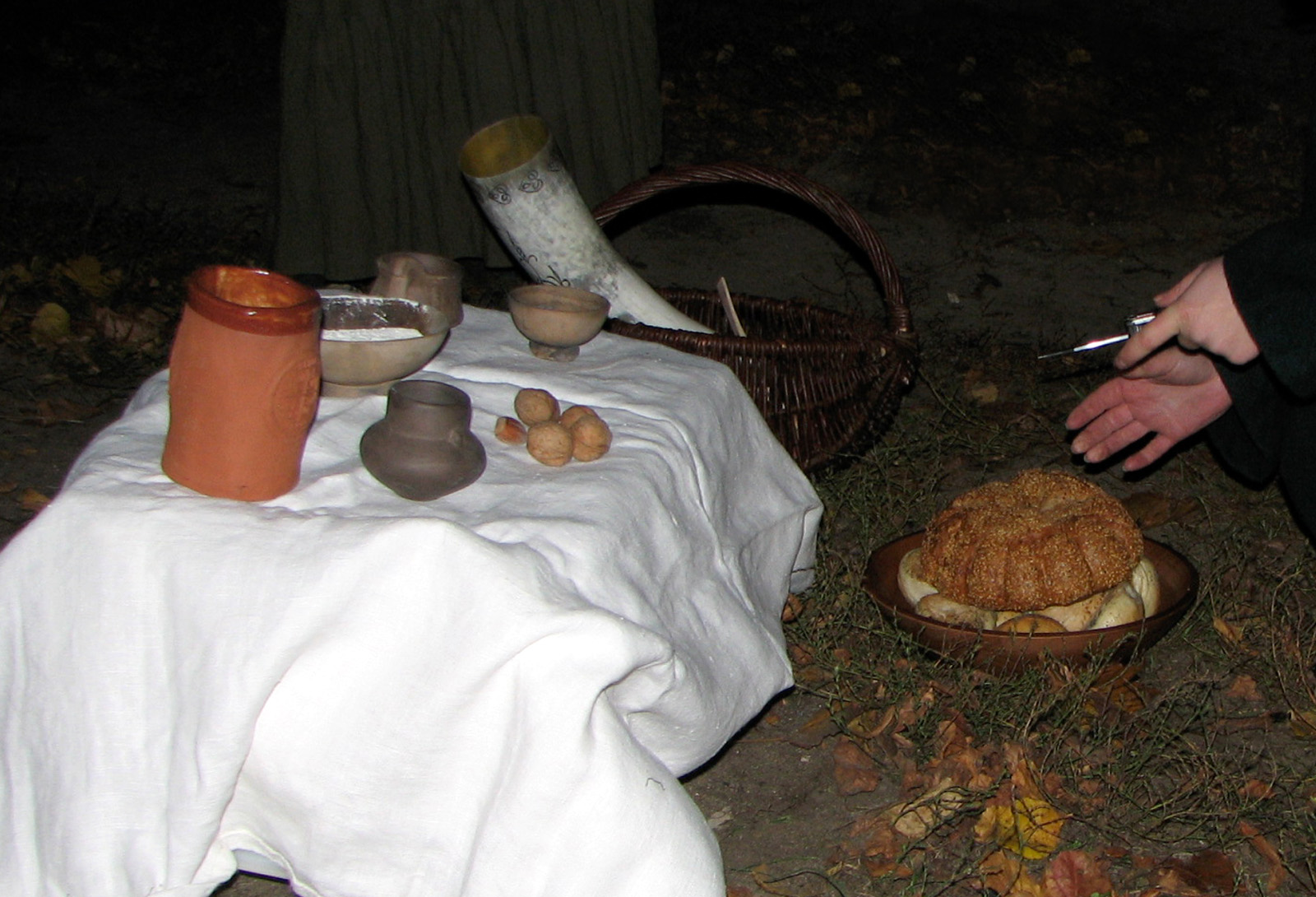
Przygotowanie obiaty w trakcie jednego ze świąt

Międzynarodowa Federacja Pogańska, Pagan Federation International – została powołana w Hadze w Holandii jako organizacja zrzeszająca pogan z różnych krajów i kontynentów.
Kontynuuje na gruncie międzynarodowym działalność brytyjskiej Federacji Pogańskiej (Pagan Federation), z której się wyłoniła. Obecnie obie organizacje ściśle ze sobą współpracują. Międzynarodowa Federacja Pogańska zrzesza pogan różnych ścieżek, w tym pogan rekonstruujących dawne wierzenia przodków, wiccan, czy przeżywających duchowość na swój własny, niepowtarzalny sposób.

## Zasady członkostwa
Wspólnym mianownikiem jest uznawanie trzech zasad. Wstępując do Federacji członkowie deklarują:
1. Miłość i braterstwo z Naturą. Cześć dla siły życiowej i wiecznie odnawiających się cykli życia i śmierci.
2. Pozytywną moralność, w której jednostka jest odpowiedzialna za odkrywanie i rozwój swojej prawdziwej natury w harmonii ze światem zewnętrznym i społecznością. Zasada ta często jest wyrażana jako "Czyń swoją wolę, dopóki nikogo nie krzywdzisz".
3. Uznanie boskości, która wykracza poza podział na płeć, honorujące zarówno żeński, jak i męski aspekt bóstwa.

## Cele
Ważnym celem Międzynarodowej Federacji Pogańskiej jest umożliwienie kontaktu pomiędzy poganami mieszkającymi w różnych częściach świata. Nie mniej istotnym celem jest także wypowiadanie się w obronie prawa pogan do wyrażania swoich przekonań religijnych w sposób wolny od przejawów dyskryminacji, a także przeciwstawianie się zniesławianiu zarówno pogan w związku z wyznawaną przez nich religią, jak również poszczególnych pogańskich religii.

## Działalność

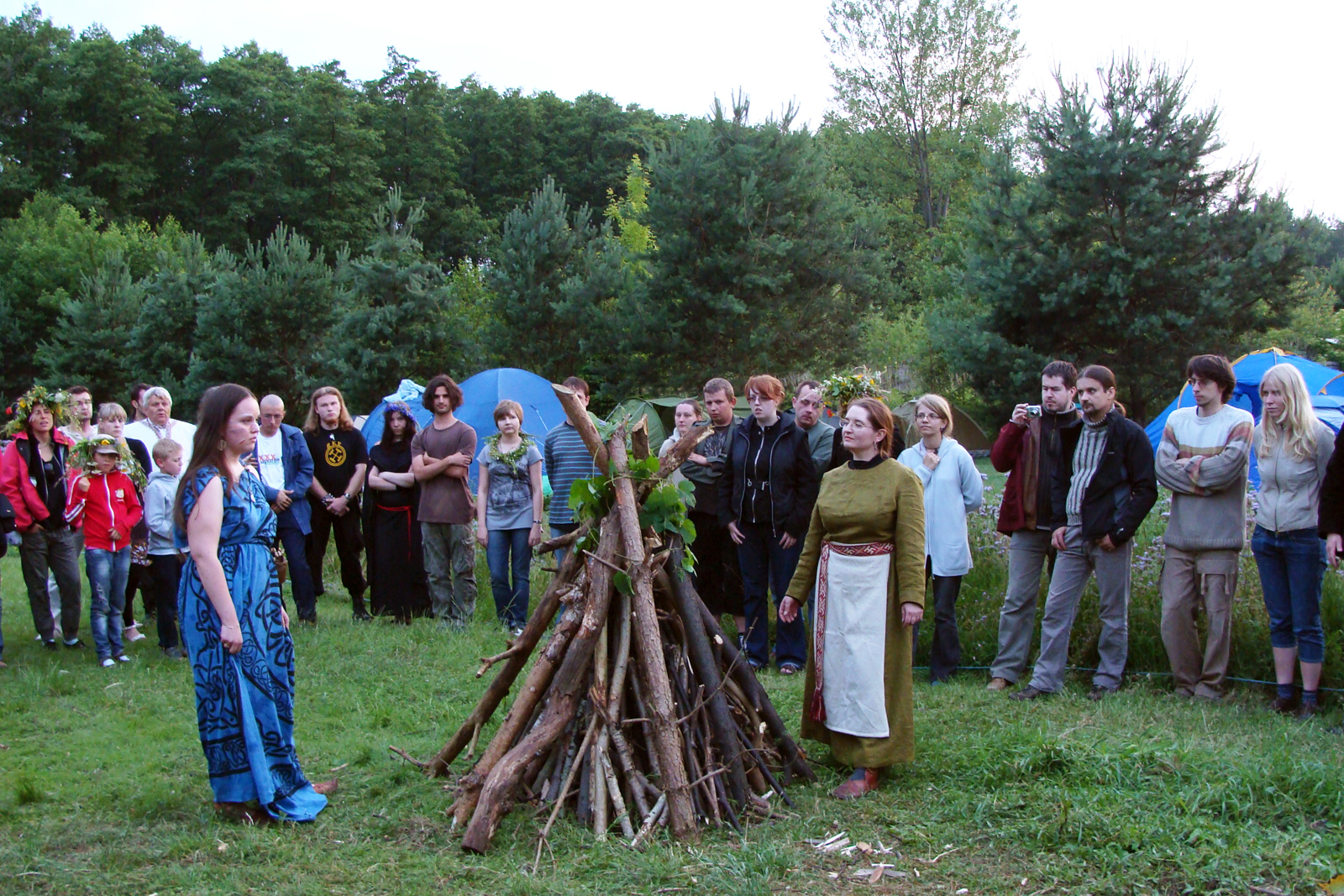
Współczesna pogańska ceremonia religijna w Polsce. Noc Kupały 2010, RKP

Podstawowa działalność odbywa się w ramach krajowych oddziałów federacji. W chwili obecnej istnieje dwadzieścia oddziałów Międzynarodowej Federacji Pogańskiej oraz Federacja Pogańska w Wielkiej Brytanii i Federacja Pogańska w Szkocji, mające status odrębnych organizacji. Polski oddział istnieje od czerwca 2007 r.
Działalność Międzynarodowej Federacji Pogańskiej koncentruje się wokół organizowania lokalnych spotkań pogan mających na celu lokalną integrację środowiska pogańskiego. Na szczeblu poszczególnych krajów organizowane są konferencje, warsztaty, wykłady, których zadaniem jest wymiana myśli w sposób bezpośredni, nawiązywanie bezpośrednich kontaktów. Najważniejsze z nich mają wymiar międzynarodowy. Do takich należy zaliczyć najstarszą, doroczną Krajową Konferencję w Londynie, na którą przybywa ok. 2500 osób.